# François-Marie-Jacques Fougère
François-Marie-Jacques Fougère, francoski general, * 26. maj 1881, † 18. julij 1954.